# Уједињени Арапски Емирати на Светском првенству у атлетици на отвореном 2017.
Уједињени Арапски Емирати су учествовали на Светском првенству у атлетици на отвореном 2017. одржаном у Лондону од 4. до 13. августа тринаести пут. Репрезентацију Уједињених Арапских Емирата представљао је 1 такмичар који се такмичио у трци на 800 метара.,
На овом првенству представник Уједињених Арапских Емирата није освојио ниједну медаљу, нити је постигао неки резултат.

## Учесници
Мушкарци:
- Сауд ал Заби — 800 м

## Резултати

### Мушкарци
| Атлетичар    | Дисциплина | Лични рекорд | Квалификације | Квалификације | Полуфинале           | Полуфинале           | Финале               | Финале       | Детаљи |
| Атлетичар    | Дисциплина | Лични рекорд | Резултат      | Место         | Резултат             | Место                | Резултат             | Место        | Детаљи |
| ------------ | ---------- | ------------ | ------------- | ------------- | -------------------- | -------------------- | -------------------- | ------------ | ------ |
| Сауд ал Заби | 800 м      | 1:49,51      | 1:53,34       | 7. у гр. 1    | Није се квалификовао | Није се квалификовао | Није се квалификовао | 43 / 44 (49) |        |